# Lissonota crevieri
Lissonota crevieri är en stekelart som först beskrevs av Léon Abel Provancher 1874.  Lissonota crevieri ingår i släktet Lissonota och familjen brokparasitsteklar. Inga underarter finns listade i Catalogue of Life.